# Józef Anastazy Łochocki
Józef Anastazy Łochocki herbu Junosza (ur. ok. 1763) – wybrany przez przedstawicieli ludności prezydentem Warszawy 18 lutego 1807 roku, urzędu nie przyjął, generał brygady Pułku Kaliskiego Armii Księstwa Warszawskiego w 1807 roku, sędzia pokoju bydgoski w 1809 roku, starosta powidzki do 1787 roku, rotmistrz chorągwi 2 Brygady Kawalerii Narodowej.

## Życiorys
W latach 1806–1807 na Pomorzu brał udział w walkach oddziałów pospolitego ruszenia z Prusakami. W latach 1807–1815 odnotowany jako sędzia pokoju w Sądzie Sprawiedliwości Kryminalnej w Toruniu dla Departamentu Płockiego i Bydgoskiego.
W 1790 roku został kawalerem Orderu Świętego Stanisława.